# توني رينز
توني رينز (بالإنجليزية: Tony Raines)‏ هو سائق سيارة سباق أمريكي، ولد في 14 أبريل 1964 في غلاسكو في الولايات المتحدة.

## وصلات خارجية
- الموقع الرسمي
- توني رينز على موقع Racing-Reference.info (الإنجليزية)